# Anna Gottlieb
Maria Anna Josepha Francisca Gottlieb (Vienna, 29 aprile 1774 – Vienna, 4 febbraio 1856) è stata un soprano austriaco, la prima interprete di Pamina ne Il flauto magico di Wolfgang Amadeus Mozart.

## Biografia
Nata in una famiglia di attori che lavoravano nella compagnia teatrale tedesca del Nationaltheater, esordì al Burgtheater all'età di cinque anni. Nel 1786, dopo aver compiuto dodici anni, fu la prima interprete del ruolo di Barbarina ne Le nozze di Figaro di Mozart. A quindici anni recitò nel ruolo di Amande in Oberon, König der Elfen di Pavel Vranický. Questa produzione vide come protagonista il soprano Josepha Hofer, cognata di Mozart, la quale successivamente fu la prima Regina della notte nel Il flauto magico.
Quando nel 1789 l'attore e impresario Emanuel Schikaneder trasferì la sua compagnia al Theater auf der Wieden di Vienna, Gottlieb si unì ad essa cantando in vari singspiel. A 17 anni fu scelta da Mozart per il ruolo principale di Pamina ne Il flauto magico, il ché la portò all'apice della sua carriera.
Nel 1792 si trasferì al Theatre in der Leopoldstadt, dove negli anni 1803-17 divenne un pilastro della compagnia sotto la direzione di Karl Friedrich Hensler. Apparve in parecchie parodie e venne acclamata per la sua capacità di ironizzare sui soprani operistici, avendo avuto un'esperienza diretta in questo settore. Il suo più grande successo al Leopoldstadt fu il ruolo di Hulda nel dramma di Ferdinand Kauer Das Donauweibchen (1798). La sua carriera fu interrotta tra il 1809 e il 1813 a causa delle guerre napoleoniche, e quando tornò sul palco la sua voce non aveva la stessa vis di un tempo. Con l'avanzare dell'età cambiò gradualmente ruolo fino a interpretare ruoli di donne anziane.
Nel 1828 Rudolf Steinkeller rilevò il Leopoldstadt sancendo così il declino dell'artista. Rimasta in povertà senza alcuna pensione, nel 1842 contattò l'editorialista L. V. Frankl presentandosi come "la prima Pamina". Frankl intraprese così una campagna di raccolta fondi che permise a Gottlieb di visitare Salisburgo per l'inaugurazione di un monumento dedicato a Mozart, l'ultima cantante ancora viva ad aver conosciuto il compositore salisburghese.
L'invecchiamento di Gottlieb fu deriso, molto più tardi, nelle memorie del 1896 di Wilhelm Kuhe:
Gottlieb, che non si sposò mai, morì a Vienna a 82 anni e fu sepolta nel Cimitero di St. Marx, lo stesso in cui fu sepolto Mozart.